# Florian Bourrassaud
Florian Bourrassaud, né le 22 mars 2000 à Lyon , est un pongiste français.